# 不動明
不動 明（ふどう あきら）は、永井豪作・原作の漫画・アニメ作品『デビルマン』に登場する架空の人物。

## 演じた人物
声優
- 田中亮一（テレビアニメ版）
- 速水奨（OVA版〈誕生編・妖鳥死麗濡編〉、CBキャラ 永井豪ワールド、スーパーロボット大戦DD）
- 三木眞一郎（PS用ゲームソフト『デビルマン』、Windows版『悪魔雀〜デビルマージャン〜』）
- 武田真治（AMON デビルマン黙示録）
- 千葉一伸（パチスロ『デビルマンII 悪魔復活』）
- 鈴木達央（パチスロ『デビルマンⅢ-悪魔ノ黙示録-』、パチスロ『SLOTデビルマンX』）
- 浅沼晋太郎（サイボーグ009VSデビルマン）
- 内山昂輝（DEVILMAN crybaby）
- 山崎智史（DEVILMAN crybaby・少年時代）
- 小野友樹（パチンコ『デビルマン〜疾風迅雷〜』）

俳優
- 伊﨑央登（実写映画版）

## 劇中での活躍

### デビルマン
漫画版
本作品の主人公で デビルマンに変身する。アモンと合体する前は内気な性格で運動よりも本を読むことを好んでいた（牧村美樹の見立てでは、運動神経は良い方らしい）。両親は海外勤務をしており（小説版・OVA・『サイボーグ009VSデビルマン』では死亡）、普段は牧村家に居候している。
ある日、親友の飛鳥了に自宅に案内され、デーモンの存在について知らされる。了の頼みを聞き入れ「人を守るためにデビルマンとなる」決意を固めるが、そこでデーモンの襲撃を受け、飛鳥家の地下室に避難する。それから、了によってヒッピーを集めて地下室で開かれたサバトに参加し、理性を失おうとするが失敗。デーモンに殺されそうになった恐怖から理性を失い、デーモン族の勇者アモンと合体し、悪魔の体と人間の心を併せ持つ「デビルマン」となることに成功する。
アモンと合体した後は人間離れした身体能力を持ち、変身しなくてもある程度の超能力を使えるなど戦闘能力が高くなっており、生命力も並外れて高い。また、眼の下に蝙蝠模様のクマが生じ、目つきが鋭くなった。アモンの影響を受けたことにより、顔つきだけでなく話し方も荒々しくなり、喧嘩も積極的に行うなど、それまでの内気な性格から、好戦的な荒々しい性格に変わっている。デビルマンの姿に完全変身できるのは勿論、人間の姿のまま翼だけを生やすなど体の一部分だけを変化させることもできる。
デビルマンとなった後は、人類を守るために、人知れずデーモンと戦いを繰り広げていく。後半からは、組織的な攻撃を仕掛けてきたデーモンに対抗すべく、「デビルマン軍団」の創設に取り組む。
終盤でサタンの策略もあり、人間の醜悪さに直面して絶望し、以後は「デビルマン」という種族の生存を行動原理としてデーモンと戦う。最終戦争ではサタンの騎乗するドラゴンのカリオルアーに下半身を食い千切られて（『ネオデビルマン』ではサタンの光線により）致命傷を負い、サタンに看取られながら息を引き取る。

テレビアニメ版
元は漫画同様に内気な性格であり、父と共にヒマラヤに登った際にデーモン族に父共々（シナリオ上では氷壁により圧死させられて）殺され、身体をデーモンの勇者であるデビルマンに乗っ取られる（漫画版では明がアモンと合体した姿をデビルマンと呼称したが、アニメ版ではデビルマンという名前のデーモンに体を乗っ取られたため、デビルマンを名乗る）。漫画版と違い、本来の明は死んでいるため、性格はデビルマンのままである。デーモンと戦う際にも、自分のベルトを武器として使用することもある。
戦う目的も漫画版と違い、基本的に美樹とその関係者を守るためである。元々身体が大きいため、明のときに傷を受けて変身すると傷も大きくなって悪化してしまう弱点がある。最後の敵、妖獣ゴッドに相討ち同然になりながらも勝利し、改めて魔王ゼノンらデーモン族と戦い続けることを決意する。続編である『マジンガーZ対デビルマン』ではデーモン族と戦い続けていることが描かれている。

実写映画版
基本的には性格は漫画版と同様。親友の飛鳥了に自宅の地下研究室に呼び出され、了の父親に寄生したデーモンの集合体から飛び出した、精子状の姿をした勇者アモンに鳩尾に入りこまれ、デビルマンとなる。デビルマンとなった後は一度は思い悩むが、了から「ハッピーバースデー、デビルマン」と祝福されたことで納得し、デビルマンとして戦う決意をする。漫画版と違い、デビルマンになったのは成り行きからであったが、中盤では人間を守るために自分の意思でなったと自分に言い聞かせている。また、了が自分の正体を明かしていたにもかかわらず、「お前の正体はサタンで俺を騙していたんだな」と言うなど、かなり鈍感な面もある。基本的に漫画と同様に人類を守るために戦っているが、自分とミーコ以外にはデビルマンはいないため、漫画のようにデビルマン軍団を結成することはしなかった。戦闘の際は「滅びろ、○○○（対戦相手名）」と述べ、敵に挑む。実写映画版は、第2形態に当たる半デビルマン形態になることができ、この姿でデーモンと対決することがある。ただし、変身が不完全なためか、腕の鱗が剥き出しになっていたため、正体がばれた。デビルマン軍団がいないため、最終的にはサタンと世界中から集結した全デーモン軍団とたった1人で戦うこととなった。最終決戦では巨大化分身攻撃で全デーモン軍団を全滅させ、渾身のパンチでサタンに致命傷を与えたが、同時に放たれたキックを腹部に受け、下半身を切断されて相討ちとなり漫画版と同様にサタンに看取られながら息絶えた。なお、デビルマンと人類の中ではミーコとススムのみを助けることには成功している。

DEVILMAN crybaby
2010年代後半の日本へ時代背景が変更され、明を取り巻く環境も大きく変更がなされている。明は陸上部へ在籍する高校生で、部内きっての鈍足と周囲からは揶揄されている。性格は基本的に原作の内気さが踏襲されている。その一方で他人の悲嘆を察知して思わず涙してしまうほど敏感な感受性の持ち主で、「誰かのために泣く」心優しさが強調されている。両親の長期に渡る海外出張ゆえ牧村家で居候して穏やかな日々を送っていたが、突然現れた親友の飛鳥了によって人類と敵対する悪魔の存在を知る。そして、調査を推し進める了と共に悪魔の存在を公のものとするため、サバトの会場へ乗り込む。そこで次々と姿を現す悪魔の暴力と死の恐怖により理性を失い、強大な力を持つ悪魔「アモン」に合体されるが、それを強靭な精神力で抑え込み、悪魔の体と人間の心を併せ持つ存在「デビルマン」となる。

### デビルマンレディー
漫画版『デビルマンレディー』では、漫画版『デビルマン』の最終戦争後に地獄へ落ちており、サタンと同等の能力を持つ地獄の魔人として登場（漫画版のデビルマンは、デビルマンレディーの世界でも漫画として存在している）。人類が滅びたはずの現世から、新しく人間が地獄に落ちてくる状況に疑問を抱き、霊体として現世を旅する。その過程で、何者かが滅びたはずの人類とその文明を復活・継続させ、デーモンと人類・デビルマンの全面戦争を「無かったこと」にしたことを知る。それから地獄に戻り、生きながら地獄に堕ちたデビルマンレディーこと不動ジュンと出会う。かつての自分に似たジュンが気になり、現世への出口となるコキュートス（最下層の地獄）へと共に旅する。ジンメン、シレーヌ、ヴラヴァといった強敵を退け、ようやくコキュートスにたどりつく。その際、サタンが悪魔王ゼノンと合体した状態で氷漬けになっていたこと、ゼノンの三面の首が消失している、つまりはサタンが現世に出ていたことを知る。
ジュンを現世に戻した後は、独自にサタンの行方を追い、過去に遡るという荒技まで駆使する。しかし、霊体では現世に干渉できないため、大した情報を得られずに終わる。後にジュンが入手したデビルマンのフィギュアに憑依し、「デビルマンゴースト」として人知れずジュンをフォローする。最後は、ジュンの胎児を通して転生し、再び現世でデビルマンとなる。
不動ジュンに地獄での戦い方を教え、旅の途中でジュンと合意有りでの肉体関係を結ぶ。後にジュンは「地獄で愛し合った」と語るが、デビルマン明がかつての牧村美樹のように「女」としてジュンを見ていたのかは明確に描写されていない。ジュンが地獄にいたころは「頼れる兄貴分」として描かれている。
漫画版『デビルマン』と異なり、牧村美樹が人間に惨殺されてなお人間の善性を信じていた。それは地獄で過ごしてからも変わらない。最後は転生してデビルマンとなり、サタンらデーモン族と共にミカエル軍との戦いを決意する。
ジュンが現世に帰還してからは、霊体ゆえの無力感に苛まれサタンの調査を打ち切る、フィギュアに憑依しての支援も短期間で打ち切るといった描写に加え、ヴラヴァの弱肉強食論を否定しておきながら、デーモンを復活させ人間を滅ぼしたサタンと和解するといった姿が描かれた。

### 天空之狗
超能力を持つ異星人の子孫という設定の人物たちの戦いを描いた作品。「禍霊（まがつひ）」と呼ばれる悪想念が凝り固まった意識体を身体に取り込み変身する能力があった。普通の人間や超能力者でも意志の弱いものは意識を乗っ取られて化物になってしまう。作中では登場人物の1人「亜門輝（あもん あきら）」として登場。天空之狗とは対立する「天空之蛇」の流れをくむ虹神会に属する者として活動するが、虹神会を支配した男・砂探亮（さたん りょう）の語る思想に賛同せず、天空之狗に移った。大天狗、または大神（おおかみ）と呼ばれるほどの絶大な戦闘力持つ。

### マジン・サーガ
『マジンガーZ』のリメイク作品『マジン・サーガ』では、「神皇帝・地獄（ゴッドカイザー・ヘル）の息子」「悪のマジンガー『デビルマンX』に変身する」という設定で登場。これは1997年に刊行された扶桑社版単行本で永井自身が構想を明かしていたが、実現したのは2012年の講談社版における加筆部分においてだった。ただし、作品自体は未完のままであるため詳細は不明。

### サイボーグ009VSデビルマン
原作におけるジンメン撃破～サイコジェニー戦の間の時期にあたる設定。
通学先の名門高校近くの樹海に出現したデーモン・パズズを撃破した直後、001の警告によりデーモンを調査していたサイボーグ009/島村ジョーと遭遇。「機械と融合したデーモン」と認識して戦いを仕掛けるが、その過程で彼がデーモンでないことを知覚する。その後、美樹を誘拐したエバ・マリア・パラレス/サイボーグ0015を追ってアダムス・トイペル博士の研究所に赴くと、アモンと因縁のあるサイバネティックデーモン・アトゥンと会敵。なし崩し的にジョーらサイボーグ戦士たちと共闘して、アトゥンを撃破する。

## デビルマン
不動明が変身した超人。漫画、アニメ、映画とそれぞれ設定が異なる。
漫画版
不動明がデーモン族の勇者アモンと合体し、人間の心を持ったまま悪魔になった姿。変身した姿はアモンの姿に似ているものの、人間と合体しているため容姿はアモンの時とは異なっている。
勇者アモンの体に明の強靱な精神力と心が加わったことにより、戦闘能力は作中のデビルマン最強で、一説には悪魔王ゼノンにも匹敵するとされる。その戦闘力は下級のデーモンでは相手にならず、頑強なデーモンの体ですら軽く触れただけで容易く切り裂き、サバトで誕生したデーモンの大群も無傷で瞬殺しシレーヌとの戦いで重傷を負った状態でもデーモンたちを右腕一本で一蹴するほど。生命力も非常に高く、胴体を貫かれ片腕がもげるほどの重傷でも、半日で回復する。頭部からの光線や触角からの電撃など様々な超能力や、驚異的な怪力や翼を武器にデーモン族と戦う。
小説版（永井泰宇作）では、最終戦争を前にサタンに対抗するため戦ったデーモンを吸収し、戦闘能力の強化を図っている。
テレビアニメ版
漫画版とは容姿が大きく異なり、体色は緑色で自在に巨大化する能力を持ち、様々な必殺技を使用する。
元ゼノン親衛隊副隊長であり勇者であるため、戦闘能力は桁はずれに高い。親衛隊隊長である妖獣ゴッドのように思い浮かべただけで物体や物質を変化させるという能力はないものの、それ以外はゴッドと同等の能力を持つ。
ベルトから発射する「デビルカッター」や、角から発射する超音波と電撃「デビルアロー」、必殺技である全身から発する熱光線「デビルビーム」を武器に、デーモン一族と戦う。
負傷した際は紫色の血液を流す。明の姿の時に体に受けた傷は軽いものであっても変身・巨大化に伴って大きく広がるため、しばしば敵との闘いに支障をきたし、攻め込まれる弱点となった。
デビルマンレディー
外見は漫画版『デビルマン』のときと同様。かつてのパラレルワールドで起きた最終戦争後に地獄に堕ちている。大魔神サタンに匹敵する力を持つが、能力が発揮できるのは地獄のみで、地獄の結界からは長い間抜け出せず、現世には短時間しかいられない（霊であるため現世の事物には干渉できない）。
その後、不動ジュンの息子・不動明として転生し、天使長ミカエル率いる神の軍団に、サタン率いるデーモン軍団と共に立ち向かう。最終戦争の結末は不明。
映画版
漫画に近いものの、ワタリガニをモデルにした、大きく異なる姿をしている。基本的には漫画やアニメのように技を使用せず、サタンとの最終決戦でのみ巨大化した分身のような技を使用している。シレーヌ戦では漫画とは違い敗北しているが、これはまだ変身に慣れていなかったためのようである。戦闘能力は作中のデビルマン中最強で、サタンと全デーモン軍団との最終決戦では全デーモンをまとめて吹き飛ばし、相討ちとはいえサタンを倒している。なお、変身すると服が全て破れるものの、変身を解除するとズボンのみ再生する。漫画版と違い、人間は一人も殺していない。

### デビルマンの技・能力
デビルウィング
背中に隠された巨大な翼。翼の縁で物体の切断もでき、拘束されている場合の脱出に使うこともある。敵に引きちぎられることも多いものの、再生能力によりすぐに再生する。
漫画版では形状が大きく異なり、蝙蝠の翼のような形状。切断能力については言及されていない。明の姿のままでも使用可能。
デビルカッター
ベルトから放たれる三日月状のカッター。あらゆる方向に撃ち出すことができる。
デビルアロー
頭部の角から出す超音波による攻撃。時折、電撃を出しているように見えることもあり、その場合はデビルビームとの違いは判別不能。両腕を正面でX字に交差させるのが基本ポーズだが、別パターンもある。
漫画版やOVA版では、このデビルアローに似た光線を使用している。
デビルビーム
当初は「全身のエネルギーを溜めて作ったエネルギー弾を打ち出す技」であったが、戦いが進むにつれ「全身からの超高熱放射」もしくは「敵に接触して電撃で焼き殺す技」に変わった。いわゆる必殺技であり、これを食らって生きている敵はほとんどいない（例外として、テレビアニメ版第10話で登場した妖獣ガンデェ、ガンダー、ガンダガン（＝ガン三兄妹）には単体技としては通用せず、後述される複合技で致命傷を与えている。第38話の妖獣ドリムーンはデビルビームを自らのブラックホールで吸引し、無効化している。また第21話では、再生し巨大化した妖獣ドローを全て焼き尽くすことはできない、とデビルマン自身が言っている）。テレビアニメ主題歌の中で「熱光線」と謳われているが、描写としては「熱放射」である。
映画『マジンガーZ対デビルマン』では周囲に赤いビームを発射する描写になっており、機械獣を数体まとめて倒している。また、漫画『デビルマン対ゲッターロボ』では漫画版のデビルマンが使用。こちらでは額からビームを撃つようになっている。 
デビルビーム+デビルアロー
テレビアニメ版の第10話で使用した複合技。デビルビームとデビルアローを同時に放つ。
デビルアイ
透視能力。映像では両目から光線を発する演出がされる。
デビルイヤー
人間の1000倍の聴覚。超音波なども聴きわける。
デビルチョップ
パンチ力は1000kg、普通人の15倍
デビルキック
資料によれば20cmの鉄鋼を蹴破る威力がある。
テレポート
漫画版のデビルマンが研究所に捕獲されたミーコを助けるために使用。OVA版ではシレーヌに対抗して使用。
火炎放射
口から灼熱の炎を放つ技。漫画版やVS009などで使用。牧村夫妻を殺害した司祭たちや美樹を殺害した人々を焼き尽くした。
巨大化分身攻撃
映画版のデビルマンがサタンと全デーモン軍団との最終決戦で使用。全エネルギーを使用して巨大な自分の分身を作り出し、その分身に攻撃させる技。全デーモンを一瞬で消滅させたが、デーモンが盾になってしまったためダメージを軽減する結果となり、サタンには耐えられた。さらに、全デーモンを全滅させたが、同時にデビルマンの力も尽きてしまった。
合体能力
『デビルマン対ゲッターロボ』で使用。デーモンの持つ特殊能力だが、デーモンの体を乗っ取ったデビルマンも使用可能。作中ゲッターロボと合体し、メカザウルスと合体したシレーヌ率いるデーモンメカザウルス軍団に挑んだ。

## その他
小説版
「両親がデーモンについて研究していた」「両親がヒマラヤにてデーモンに襲われ、行方不明になった」という設定が追加された。本人も飛鳥了と会う前にデーモンに遭遇し、漫画版以上に「デビルマンになるべくしてなった」人物として描写される。
デビルマン軍団創設当初は、両親の補佐をしていた山野博士をリーダーに据え、自身は戦闘指揮官的な立場に就く。山野の死後は、明自身がリーダーとして振る舞うようになる。
OVA版
アモンと合体する前から「芯の強い」人物として描写されており、不良グループを感嘆させるほどの気概を見せる。
OVAの続編に当たるドラマCD『デビルマン伝説』では、牧村家の人々と守ることができなかった人類のため、サタンとの戦いに臨んだ。
CBキャラ 永井豪ワールド
ギャグストーリーゆえか血気盛んで苦労性な性格として描かれる。
冒頭でデーモンと戦う夢を見ていたため、寝ぼけて変身してしまい、美樹に正体を隠そうとしたが結局バレて、デビルマンになったことを告白するが、美樹から原作のコミックスを読んでいたから知っていると返される。
朝おきたら3頭身になり、美樹と了以外の人間が世界から消えた謎を探るために旅を始める。

## 勇者アモン
明と合体する前のデーモンの1人でデーモン族の勇者。「地獄の野獣」の異名を持つ強力なデーモンである。強力な力を持っていたものの、この時点では悪魔王ゼノンにかなりの恐れを抱いていたようである。本編の描写と後年の作品によるとゼノンやサイコジェニーを除けば最強のデーモンであり、戦闘力はザンやその他の魔将軍を凌いでいたが、協調性と統率力がなかったため魔将軍にはなれなかった。異名やシレーヌの回想によると、いわゆる一匹狼タイプだった模様。ただし、終盤で明と合体して意識を乗っ取られたアモンに対してゼノンが「勇者アモンを犠牲にしてまで」と惜しむ発言をしている。
漫画版のアモンは『永井豪の悪魔辞典』によると、1体のデーモンがヤギとコウモリなどの生物と合体して誕生したとされている。名前の由来は同名の悪魔アモン。
漫画版
漫画版『デビルマン』では、明との合体により、その意識は明の強靱な意志に抑え込まれて表には出なかったが、その記憶や戦闘本能は次第に明に受け継がれていく。『新デビルマン』では一度だけ自身の意識を取り戻しかけたが、了の妨害により未遂に終わっている。
漫画版での姿は不明（「豪華愛蔵版」にてシルエットが描かれた）だが、フューチャーモデルズのフィギュアなどによるとデビルマンに近い姿をしており、体がデビルマンよりも大型でやや前屈みの姿勢で両腕が異様に長いのが特徴。その精神は明の中で眠りについていたが、明の死と共に命を落とす。
小説版
小説版『真・デビルマン』では、シレーヌの妹である「妖姫」イフェメラと恋仲であったことが描かれている。
あるデーモンがアモンを倒そうとイフェメラを人質にした際にアモンがイフェメラを見捨て、そのデーモン諸共に焼き殺したことで、シレーヌがアモンを狙う動機の1つになっている。
OVA『CBキャラ 永井豪ワールド』
OVA『CBキャラ 永井豪ワールド』では、テレビアニメ版のデビルマンによく似た姿をしている。このとき、不動明に屈強のデーモンの身体と能力を与えるために、魂の中核を抜き取られ、サイコジェニーに操られて明と合体したことが明かされた。シレーヌとは恋人同士であるが、ギャグ作品であるためスケベな性格で「そのほうが綺麗」だと煽ててシレーヌをほぼ全裸の格好のままにさせている。魂の中核はサイコジェニーの独断でカイムに入れられてしまい、カイムがシレーヌを愛することとなる。
AMON デビルマン黙示録（漫画）
『AMON デビルマン黙示録』では、複数の「アモン」が登場している。
- 「神」が造った最初のデーモン。あまりにも強い力を持っていたために神によって天に封印される。
- シレーヌ族出身だが男だった上に人間とほぼ変わらない姿をした“裸のデーモン”が上記の封印されたアモンの力を受け継いだ者。

不動明と合体した際に、明に精神支配されるが、美樹が暴徒に殺害され、明が絶望したことによって、逆に明の体を乗っ取って復活する。自分を「ちっぽけな人間」に封じ込めたサタンを倒すことを行動原理としており、そのために人間やデビルマン、デーモンですら巻き添えにしても意に介さない。ただし完全に明の意識から自由というわけでもなく、明の仲間であるドス六、メリケン錠、ミーコは無意識のうちに助けている。
AMON デビルマン黙示録（OVA）
OVA版では筋肉質で大柄な姿をしており、鬼のような姿をしている。また、体表も赤くなっている。美樹を殺害されて明の精神力が弱くなったため、明の体を乗っ取って復活した。明を逆吸収しているため、デビルマンと同等の戦力を持つ。デビルマン、デーモン族、人間を全て敵に回して暴走するが、精神世界内でデビルマンに敗北し、再びデビルマンとなる。
デーモン本来の残酷な性格で、自分に刃向かうデーモンや、明の部下である少女デビルマン・ユミを生きたまま貪り食い、愉悦に浸る。
スピンオフ作品『闘神デビルマン』
デーモン族最高幹部「四天魔」の一角。弱者を食い物にする同胞と異なり、命を賭けた戦いを好む。それゆえ、当初は人間を「戦う価値のない弱者」とみなしていたが、同作品の主人公・神代慶を通じて興味を抱く。融合も、慶の強い闘志に見合う強い力があったら何をするかと興味を持った彼が自ら行っている。
慶とは共生関係にあり、自我は封印されていない。慶の食べた食事が彼の空腹も満たすため、慶の手足を操って食事量を増やそうとするお茶目なところがある。
姿は原作漫画版デビルマンとほぼ同じである。